# Gol (historietista)
Miguel Gómez Andrea (Madrid, 22 de febrero de 1960), más conocido como Gol, es un historietista, dramaturgo y actor español.

## Trayectoria
Se licenció en Ciencias Náuticas en el año 1980 y estuvo cuatro años navegando en la Marina Mercante como piloto, llevando una vida itinerante que le hizo recorrer medio mundo. Huyendo de la vida urbana y de la mar, finalmente se estableció en la Sierra de Gredos donde se entregó a la vida familiar, criando a dos hijos.
A partir del año 1985, abandonada la mar, empezó a desarrollar una nueva vida profesional en el mundo del teatro y de los cómics. Empezó trabajando como animador, técnico y cuentacuentos. Con el tiempo fundó su propia compañía teatral: “La Recua teatro” donde ejerció todos los papeles, desde carga furgonetas a director, pasando por actor y dramaturgo
Paralelamente empezó a escribir y dibujar cómics históricos publicados por pequeñas editoriales y por ayuntamientos e instituciones.
Al mismo tiempo empezó a publicar las historietas de Javi Cabrero en la revista TMEO, personaje del que se han publicado hasta la fecha tres álbumes.
Actualmente dirige el Estudio La Recua, especializado en la divulgación histórica.
Cuenta en su haber con casi sesenta títulos publicados entre cómics y libros de divulgación histórica. Así mismo, como dramaturgo de teatro histórico lleva escritas y representadas varias obras en diferentes puntos del territorio nacional.

## Obras

### Teatro
- El romance de Villalbilla y Los Hueros. Representado en Villalbilla (Madrid) en el año 2003.
- El agravio. Sin representar.
- El sínodo de Aguilafuente. Lleva desde el año 2005 representándose en Aguilafuente (Segovia) el primer fin de semana de agosto. Este texto está editado por el Instituto Castellano y Leonés de La Lengua en el año 2005
- El concilio de Aranda. Se representó del 2006 al 2011 en Aranda de Duero (Burgos) el primer fin de semana de junio.
- Héroes de pacotilla. Musical Infantil estrenado en Madrid en 2007.
- Cervantes. La ensoñación del genio. Obra de teatro pendiente de estreno. Publicada en novela gráfica por DIBBUKS (Madrid 2015)
- La Reina y el Obispo. Representada en 2014 y 2015 en Aguilafuente (Segovia)
- La Maldición del Templario (2015 -2016). Tragicomedia Itinerante por la judería de Hervás.
- Alma Negra (2016 - 2019). Representada en el Festival "Los Conversos". Hervás (Cáceres)
- "La intención del senador" (2017). Representada en el Festival TERMARIUM. Baños de Montemayor (Cáceres)
- "La reina olvidada" (2018) Un montaje de La Cuerna teatro, montado, estrenado y representado en varias localidades.
- FONS SALUTIS (2018). Representada en el Festival TERMARIUM. Baños de Montemayor (Cáceres)
- "Las hijas de la ira" (2019) Representada en el Festival Sinodal de Aguilafuente (Segovia)
- "ENREDOS MEDIEVALES" (2020) Un montaje de La Cuerna teatro, montado, estrenado y representado en varias localidades.
- "LA VENGANZA DE MENÓSTENES" (2022) Representada en el Festival TERMARIUM. Baños de Montemayor (Cáceres)

### Libros
Para Andrea Press:
- Los templarios (Madrid 2004).
- La guerra del terror (Madrid 2005).
- La conquista de Méjico (Madrid 2007).

Para Ediciones La Librería:
- La Historia de Madrid contada a los niños (Madrid 2006).
- El dos de mayo y la guerra de la independencia (Madrid 2007).
- Madrid en la Guerra Civil (Madrid 2011).
- Isidro de Madrid (Madrid 2018)
- La Historia del Retiro contada a los Niños (Madrid 2018)

Para Amarú Ediciones:
- La Historia de Salamanca contada a los niños (Salamanca 2009).

Para la Junta de Castilla-La Mancha:
- La guerra de la independencia en Castilla La Mancha (Toledo 2008).

Para Gamma 21:
- Historia de la cerámica de Talavera ilustrada. (Talavera 2010).

Para TodoLibros:
- Historia de Extremadura contada a los jóvenes. (Cáceres 2010).

### Cómics
Para ayuntamientos e instituciones:
- Arenas a través de la historia (Ávila, 28 pag.).
- Candeleda. Un pueblo, una historia (Ávila, 28 pag.).
- Crónica de Oropesa (Toledo, 34 págs.).
- Historia de Cubas de la Sagra (Madrid, 28 págs.).
- San Martín de Valdeiglesias (Madrid, 28 págs.).
- La Adrada. Una clase de historia (Ávila, 28 págs.).
- Hervás. Imágenes de su historia (Cáceres, 28 págs.).
- Liébana a la luz de su historia (Cantabria, 32 págs.).
- Laredo. Una singladura histórica (Cantabria, 28 págs.).
- De Nava La Solana a Pedro Bernardo (Ávila, 21 p.).
- Fray Pedro. Vida de san Pedro de Alcántara. (28 págs.).
- Crónica de Medina de Rioseco (Valladolid, 28 págs.).
- El Espinar. Imágenes de su historia (Segovia, 20 págs.).
- Algete en la historia (Madrid, 28 págs.).
- El Camino de Santiago en la Ciudad de Burgos (40 ps).
- Frías. Ciudad histórica (Burgos, 20 págs.).
- Santiago del Teide. Un pueblo, una historia. (20 pgs.).
- Alcalá de Henares. Siglos de historia. (48 págs).
- Los abogados de Atocha. (38 págs.).
- Historia de Esquivias. (Toledo, 20 págs.).
- Historia de Corcubión. (La Coruña, 20 págs.).
- El romance de Villalbilla y los hueros. (Madrid, 20 págs.)
- "El bachiller Rojas" (Toledo 2022)

Para la editorial Dibbuks:
- "Cervantes, La Ensoñación del Genio". (Madrid 2015)
- "INIESTA"con dibujos de Enrique Ventura (Madrid 2018)

Para la editorial NUEVO NUEVE
- "TRANQUILA" con guion de Santi Selvi (Madrid 2021)

Para la editorial Indica Books
- Taj Mahal (India). (41 págs.).
- Historia de Benarés (india). (64 págs.).

Para Ediciones La Librería
- Madrid medieval (40 págs.).
- Madrid de los Austrias (40 págs.).
- Madrid. La plaza mayor. (40 págs.).

Para Amaru Ediciones
- Vida de Víctor Jara. (20 págs.).

Para la editorial TMEO
- Javi cabrero. (44 págs.).
- Las aventuras de Javi Cabrero. «Cada cosa a su tiempo» (64 págs.).
- Las aventuras de Javi Cabrero. «A verlas venir» (64 págs.)

Para José J. de Olañeta Editor
- Mahabhárata. Tomo 1: Los pándavas (Mallorca, 2011).
- "Mahabhárata". Tomo 2: Draúpadi (Mallorca 2013)
- "Mahabhárata". Tomo 3. La batalla de Kurukshetra (Mallorca 2014)

Para Aleta Ediciones
- Cruz Negra: La Frontera.(Valencia 2013)(Con dibujos de Pedro Camello)

Para Amaniaco Ediciones
- Las aventuras de Javi Cabrero. "Fuera del Juego" (Barcelona 2018)

Para Cascaborra Ediciones
- "El Empecinado" (2019) con dibujos de Agustín Garriga.
- "El Gran Capitán" (Barcelona 2020) con dibujos de Juan Luis Chamorrro
- "Viriato" (Barcelona 2020) con dibujos de Pedro Camello.
- "Berenguela" (Barcelona 2021) con dibujos de Pedro Camello
- "Diego García de Paredes" (Barcelona 2022) con dibujos de Pedro Camello

Para Editorial PANINI
- "PHYLAX. El Incidente Martinhebrón"(2019) con dibujos de Pedro Camello.